# HD 80606とHD 80607
HD 80606とHD 80607は、おおぐま座の方向に約190光年の位置にある2つのG型主系列星から成る連星系である。2つの恒星は約1,200天文単位離れて、お互いの周りを回っている。主星が HD 80607、伴星が HD 80606 と呼ばれる。HD 80606 の周囲を太陽系外惑星が公転しているのが発見されている。

## 惑星系

HD 80606 b の軌道

Naefらは2001年に太陽系外惑星 HD 80606 b を発見した。軌道離心率は0.9336と非常に大きく、2007年6月時点では最も軌道離心率の大きな惑星だった。これは太陽系ではハレー彗星に匹敵する。この軌道離心率は古在メカニズムの結果であると考えられている。
軌道離心率が大きいため、惑星から主星までの距離は0.03天文単位から0.88天文単位まで変動する。遠点では日射量は地球と同程度であるが、近点では地球の800倍と水星よりもはるかに大きくなる。その結果、気温の年較差も非常に大きくなり、食の観測から近点付近の6時間には800Kから1,500Kにもなることが明らかとなった。
1000万年単位のシミュレーションでは、HD 80606 は周囲1.75天文単位の範囲内にある粒子を一掃し、1.9天文単位の位置には、8:1共鳴のカークウッドの空隙も形成された。この系には生物が生存可能な惑星は存在しえないし、観測によっても軌道周期1年以下の0.7木星質量以上の惑星は観測されなかった。
| 名称 （恒星に近い順） | 質量         | 軌道長半径 （天文単位） | 公転周期 (日)   | 軌道離心率      | 軌道傾斜角 | 半径 |
| --------------------- | ------------ | ----------------------- | --------------- | --------------- | ---------- | ---- |
| b                     | 4.0 ± 0.3 MJ | 0.453 ± 0.015           | 111.436 ± 0.003 | 0.9336 ± 0.0002 | —          | —    |